# ThinkQuest
ThinkQuest is een internationale organisatie die sinds 1997 jaarlijkse wedstrijden organiseert waarin groepen scholieren een educatieve website moeten bouwen.
Er zijn lokale onderafdelingen van ThinkQuest: de Nederlandse afdeling is begin 2000 opgericht door Surfnet en Stichting NLnet. Vanaf juli 2002 is ThinkQuest een afdeling van Kennisnet.